# Качуровка
Качуровка (укр. Качурівка) — село, относится к Подольскому району Одесской области Украины.
Население по переписи 2001 года составляло 653 человека. Почтовый индекс — 66370. Телефонный код — 4862. Занимает площадь 1,63 км². Код КОАТУУ — 5122982501.

## Местный совет
66370, Одесская обл., Подольский район, с. Качуровка